# Sancho III Wielki
Sancho III z Nawarry, zwany Wielkim (ur. 992-996, zm. 18 października 1035) był królem Nawarry od ok. 1000 oraz hrabią Aragonii. Syn Garcii II z Pampeluny i Jimeny Fernandez.
Sancho urodził się prawdopodobnie pomiędzy 992 a 996 rokiem. W dokumencie z 992 roku pojawia się po raz pierwszy imię jego matki, Jimeny Fernandez, jako żony króla Garcii II, lecz nie pojawia się w nim jeszcze wzmianka o Sancho. Z kolei w akcie przekazania willi Tercero do San Millán de la Cogolla pojawia się już Sancho jako królewski syn.
W 1004 objął tron, dziedzicząc Nawarrę, Aragonię, Sobrarbe i Ribagorzę. Mimo że był pierwszym chrześcijańskim monarchą, któremu udało się zjednoczyć tyle posiadłości hiszpańskich, zaprzepaścił – z dzisiejszego punktu widzenia – dzieło swojego życia, rozdzielając je na mniejsze domeny krótko przed śmiercią, by zapewnić ziemię każdemu ze swoich synów.
Wraz ze swoim siostrzeńcem, królem Alfonsem V z Leónu i hrabią Garcią Sanchezem z Kastylii, przeprowadził wspólny atak na Al-Mansura Ibn Abi Aamira (zmarłego w 1002, zwanego Almanzorem) i podbił terytoria na południu.
Stosunki między trzema chrześcijańskimi dziedzinami pogorszyły się po zabójstwie hrabiego Garcii w 1027. W ramach kroków wojennych, które nastąpiły po tym zdarzeniu, Sancho III najpierw atakował Kastylię, a następnie León. U szczytu swoich podbojów rozszerzył granice królestwa od Galicji na zachodzie do hrabstwa Barcelony na wschodzie oraz tytułował się Rex Hispaniarum, królem Hiszpanów.
Sancho ożenił się z Muniadoną, córką hrabiego Sancho I z Kastylii. Spłodził z nią czterech ślubnych synów:
- García Sánchez III El de Nájera, króla Nawarry,
- Ferdynand I Wielki (1017–1065), króla Kastylii i Leónu,
- Gonzalo Sánchez, króla Sobrarbe i Ribagorza,
- Bernardo Sánchez z Nawarry.

Ze swoją kochanką – Sanchą de Aybar miał jeszcze jednego syna:
- Ramiro I Sánchez, króla Aragonii.

Przed śmiercią w 1035 Sancho podzielił swoje posiadłości pomiędzy synów. Ferdynand dostał Kastylię, Garcia – Nawarrę oraz kraj Basków, a Gonzalowi przypadła Sobrarba oraz Ribargorza. Nieślubny syn Ramiro otrzymał w spadku hrabstwo Aragonii, które potem przekształciło się w pełnoprawne królestwo.
Pochowany w klasztorze augustianów w dolinie Roncesvalles.